# Slow and Furious 210
Slow and Furious 210 je dobrodružná komedie o skupině cestovatelů (SNT – Svaz Naivního Trampingu), kteří se v létě 2018 vydali na cestu za krajany do Rumunska na čtyřech Babettách 210.

## Děj
Alex, Lukáš, Petr a Kuba, kamarádi ze studia na Přírodovědecké fakultě UK, se společně vydávají na cestu do Gerníku, jedné z českých vesnic ležících v Banátu v Rumunsku. Pro tuto cesto volí jako dopravní prostředek čtyři Babetty 210, které pro cestu speciálně upravili. Během cesty však dochází k několika závažným zvratům, kdy jsou kluci nuceni několikrát měnít dopravní prostředek. V závěru filmu se celá skupina vrací do Prahy po Vltavě na voru, který si vlastnoručně postavili.

## Zajímavosti
- Premiéra filmu proběhla v kině Ponrepo v Praze 14. prosince 2018 a lístky byly v předprodeji vyprodány za 3 hodiny 57 minut.
- Konečná verze filmu byla hotova až tři týdny před premiérou.
- Původně se skupina chtěla vydat na mopedech po Vietnamu.